# De Groene Rekenkamer
De Groene Rekenkamer is een in 2008 opgerichte stichting die zich ten doel stelt kritisch te rekenen aan zaken op het terrein van natuur en milieu. Zij zet zich daarbij af tegen de Algemene Rekenkamer.
Tot de missie hoort "het kritisch doorrekenen van overheidsbeleid op de gebieden natuur, milieu, klimaat, gezondheid en energie om de kosteneffectiviteit van de besteding van belastingmiddelen te bepalen".
De Groene Rekenkamer komt voort uit het Heidelberg Appeal Nederland, en maakt dus deel uit van wat wel de twijfelindustrie genoemd wordt.